# Herrarnas kvalspel till OS-turneringen i ishockey 2014
Herrarnas kvalspel till OS-turneringen i ishockey 2014 avhölls för lag som försökte kvalificera sig till OS i Sotji 2014.
De fyra lag som var placerade på plats 30 − 33 på IIHF:s världsrankinglista 2012 fick spela en inledande kvalomgång. Segraren i kvalomgången fick delta i det olympiska förkvalet. Den inledande kvalomgången spelades den 17-19 september 2013 och benämndes grupp K.
I förkvalet deltog lagen placerade på plats 19 − 29 på IIHF:s världsrankinglista samt det lag som vann den inledande kvalomgången. Lagen delades upp i tre grupper med fyra lag i varje. Kvalen spelades den 8 till 11 november 2013. Grupperna var döpta G, H och J. De tre vinnarna från respektive grupp gick vidare till den olympiska kvalificeringsomgången.
Den slutliga olympiska kvalificeringsomgången spelades den 7 till 10 februari 2013. Lagen placerade på plats 10 − 18 på IIHF:s världsrankinglista 2012 deltog, samt de tre lagen som vann respektive grupp från förkvalet. Grupperna var döpta till D, E och F. De tre vinnarna från respektive grupp fick spela i herrarnas turnering i ishockey vid olympiska vinterspelen 2014 och kom att inplaceras i de tre grupperna A, B och C i huvudturneringen.

## Inledande kvalomgång
Gruppen avgjordes den 17-19 september 2012 i Zagreb, Kroatien. Kvalificerade lag till kvalomgången var Kroatien (30), Serbien (31), Mexiko (32) och Israel (33). Siffrorna efter landsnamnet anger rankingen för laget på IIHF:s världsrankinglista 2012. Segraren i gruppen, Kroatien, avancerade till förkval i Grupp G.

### Grupp K
| Lag      | S | V | ÖV | ÖF | F | GM | IM | MS  | P |
| -------- | - | - | -- | -- | - | -- | -- | --- | - |
| Kroatien | 3 | 3 | 0  | 0  | 0 | 30 | 6  | +24 | 9 |
| Mexiko   | 3 | 2 | 0  | 0  | 1 | 14 | 14 | 0   | 6 |
| Serbien  | 3 | 1 | 0  | 0  | 2 | 12 | 12 | 0   | 3 |
| Israel   | 3 | 0 | 0  | 0  | 3 | 5  | 29 | −24 | 0 |

|  | Lag som kvalificerade sig för förkvalet. |

#### Matchresultat
Alla tidsangivelser är lokala (UTC+2).
| 17 september 2012 16:30 | Serbien | 7–1 (2–0, 2–0, 3–1) | Israel | Dom Športova, Zagreb |

|  | | Matchsummering |                               | Åskådare: 50            |                         |
|  | M. Kerezović (R. Sabadoš, N. Vučurević) – 08:13 A. Luković (M. Sretović) – 09:21 D. Filipović (A. Luković) – 24:19 N. Raković (M. Prokić, M. Sretović) – 32:49 N. Raković (A. Luković) (PP) – 40:45 A. Luković (M. Prokić, M. Sretović) – 51:21 M. Sretović (S. Ristić) – 58:03 |                | 48:37 – A. Geller (D. Spivak) | Domare: Przemysław Kepa | Domare: Przemysław Kepa |

| 17 september 2012 20:15 | Mexiko | 2–9 (1–4, 0–1, 1–4) | Kroatien | Dom Športova, Zagreb |

|  |                                                      | Matchsummering | | Åskådare: 500       |                     |
|  | B. Arroyo (D. Romero) (PP) – 15:32 S. Ortega – 54:26 |                | 07:58 – N. Senzel (M. Lovrenčić) (PP) 11:13 – I. Brenčun (D. Kanaet) 14:49 – M. Blagus (I. Lazić) (PP) 16:37 – D. Kanaet (M. Blagus) 28:39 – M. Blagus (M. Tadić, M. Lovrenčić) 43:13 – T. Čunko 49:48 – M. Tadić (D. Kanaet) (PP) 56:22 – I. Šijan (M. Blagus) 59:59 – J. Kučera (M. Blagus) | Domare: Peter Gebei | Domare: Peter Gebei |

| 18 september 2012 16:30 | Serbien | 3–5 (1–1, 1–2, 1–2) | Mexiko | Dom Športova, Zagreb |

|  | | Matchsummering | | Åskådare: 50          |                       |
|  | D. Filipović (R. Sabadoš) – 18:09 S. Ristić (M. Prokić) (PP) – 22:42 D. Filipović (R. Sabadoš) – 53:37 |                | 12:15 – D. Linares (S. Ortega, C. Kelo) (PP) 26:43 – A.Gutierrez (B. Arroyo) (PP) 33:26 – A. Gutierrez 50:49 – B. Arroyo (A. Gutierrez, F. Ugarte) (PP2) 52:57 – M. Colas | Domare: Gergely Lehel | Domare: Gergely Lehel |

| 18 september 2012 20:15 | Kroatien | 15–2 (5–0, 4–0, 6–2) | Israel | Dom Športova, Zagreb |

|  | | Matchsummering |                                                                                      | Åskådare: 150           |                         |
|  | J. Hecimovic (I. Šijan) – 00:53 M. Blagus – 05:24 M. Lovrenčić (I. Lazić, M. Čunko) – 15:26 M. Tadić (M. Blagus, P. Trstenjak) – 16:01 M. Smerdelj (J. Kučera) – 17:41 M. Lovrenčić (J. Hecimovic) – 23:59 M. Lovrenčić (I. Lazić) (PP) – 29:46 D. Kanaet (M. Čunko) – 32:30 M. Lovrenčić (I. Lazić) – 33:55 I. Lazić (J. Hecimovic) – 40:14 J. Kučera (J. Hecimovic) – 44:32 D. Kanaet (T. Čunko, M. Čunko) – 47:57 I. Lazić – 49:59 M. Tadić – 51:22 D. Kanaet (M. Ljubić, N. Senzel) – 58:29 |                | 41:04 – A. Geller (V. Nosankov, D. Spivak) 45:34 – D. Spivak (M. Lebedev, A. Geller) | Domare: Przemysław Kepa | Domare: Przemysław Kepa |

| 19 September 2012 16:30 | Israel | 2–7 (0–1, 0–5, 2–1) | Mexiko | Dom Športova, Zagreb |

|  |                                                                            | Matchsummering | | Åskådare: 50          |                       |
|  | D. Mazour (M. Lebedev) – 47:09 D. Mazour (M. Lebedev, A. Korotine) – 50:44 |                | 19:03 – B. Arroyo (C. Gomez) 21:33 – A. Gutierrez (S. Ortega) 27:44 – D. Romero (C. Kelo) 28:45 – B. Arroyo (J. Ramirez) 34:04 – B. Arroyo (A. Rosette, F. Ugarte) 39:20 – H. Carrero (B. Arroyo, F. Ugarte) 49:55 – S. Ortega (M. Colas, D. Linares) | Domare: Gergely Lehel | Domare: Gergely Lehel |

| 19 september 2012 20:15 | Kroatien | 6 − 2 (3–0, 2–2, 1–0) | Serbien | Dom Športova, Zagreb |

|  | | Matchsummering |                                                                       | Åskådare: 1 500     |                     |
|  | I. Lazić (M. Lovrenčić, J. Hecimovic) – 07:26 I. Šijan (M. Lovrenčić) – 13:55 P. Trstenjak (T. Čunko) – 18:22 J. Hecimovic (P. Trstenjak, T. Čunko) – 26:56 T. Čunko (P. Trstenjak) – 39:14 I. Brenčun (M. Smerdelj) – 47:52 |                | 22:15 – N. Vučurević (A. Despotović) 37:24 – R. Sabadoš (N. Vučurević | Domare: Peter Gebei | Domare: Peter Gebei |

## Olympiskt förkval
Tre grupper spelades under november 2012 i Budapest, Kiev och Nikko.  Laget som var rankat 21:a på världsrankingen, Storbritannien, hade rätt att vara värd för Grupp J men överlät värdskapet till den näst högst rankade laget, Japan. Vinnaren av respektive grupp fick delta i den olympiska kvalificeringsomgången. Kroatien kvalificerade sig till Grupp G genom att vinna den inledande kvalomgången i Grupp K. Vinnarna i respektive grupp, G, H och J, gick vidare till kvalificeringsomgången. 

### Grupp G
Kvalificerade lag till kvalomgången var Ungern (19), Nederländerna (24), Litauen (25) och Kroatien (30). Kroatien kvalificerade sig via inledande kvalomgång. Siffrorna efter landsnamnet anger rankingen för laget på IIHF:s världsrankinglista 2012. 
Matcherna spelades i Budapest, Ungern, den 9-11 november 2012.
| Lag           | S | V | ÖV | ÖF | F | GM | IM | MS  | P |
| ------------- | - | - | -- | -- | - | -- | -- | --- | - |
| Nederländerna | 3 | 2 | 1  | 0  | 0 | 24 | 10 | +14 | 8 |
| Ungern        | 3 | 2 | 0  | 1  | 0 | 24 | 8  | +16 | 7 |
| Litauen       | 3 | 1 | 0  | 0  | 2 | 6  | 15 | −9  | 3 |
| Kroatien      | 3 | 0 | 0  | 0  | 3 | 3  | 24 | −21 | 0 |

|  | Lag som kvalificerade sig för kvalificeringsomgången. |

Alla tider är lokala (UTC+1)
| 9 november 2012 15:30 | Nederländerna | 8 − 2 (3−0, 3−0, 2−2) | Kroatien | László Papp Budapest Sports Arena, Budapest |

|  |  | Matchsummering |  | Åskådare: 460                |  |
|  |  |                |  | Domare: Florian Zehetleitner |  |

| 9 november 2012 19:30 | Litauen | 1 − 5 (0−2, 1−3, 0−0) | Ungern | László Papp Budapest Sports Arena, Budapest |

|  |  | Matchsummering |  | Åskådare: 4 350     |  |
|  |  |                |  | Domare: Peter Jonak |  |

| 10 november 2012 14:00 | Nederländerna | 9 − 2 (1−1, 6−1, 2−0) | Litauen | László Papp Budapest Sports Arena, Budapest |

|  |  | Matchsummering |  | Åskådare: 500        |  |
|  |  |                |  | Domare: Damien Velay |  |

| 10 november 2012 17:30 | Ungern | 13 − 0 (6−0, 3−0, 4−0) | Kroatien | László Papp Budapest Sports Arena, Budapest |

|  |  | Matchsummering |  | Åskådare: 6 215              |  |
|  |  |                |  | Domare: Florian Zehetleitner |  |

| 11 november 2012 14:00 | Kroatien | 1 − 3 (1−2, 0−0, 0−1) | Litauen | László Papp Budapest Sports Arena, Budapest |

|  |  | Matchsummering |  | Åskådare: 560        |  |
|  |  |                |  | Domare: Damien Velay |  |

| 11 november 2012 17:30 | Ungern | 6 − 7 (str.) (1−3, 3−1, 2−2, 0−0, 0−1) | Nederländerna | László Papp Budapest Sports Arena, Budapest |

|  |  | Matchsummering |  | Åskådare: 6 125     |  |
|  |  |                |  | Domare: Peter Jonak |  |

Nederländerna kvalificerade sig för Olympisk kvalificeringsomgång i Grupp D.

### Grupp H
Kvalificerade lag till förkval var Ukraina (20), Polen (23), Estland (26), Spanien (29). Siffrorna efter landsnamnet anger rankingen för laget på IIHF:s världsrankinglista 2012.
Matcherna spelades i Kiev, Ukraina, den 8-11 november 2012.
| Lag     | S | V | ÖV | ÖF | F | GM | IM | MS  | P |
| ------- | - | - | -- | -- | - | -- | -- | --- | - |
| Ukraina | 3 | 3 | 0  | 0  | 0 | 22 | 1  | +21 | 9 |
| Polen   | 3 | 2 | 0  | 0  | 1 | 14 | 5  | +9  | 6 |
| Spanien | 3 | 1 | 0  | 0  | 2 | 5  | 16 | −11 | 3 |
| Estland | 3 | 0 | 0  | 0  | 3 | 4  | 23 | −19 | 0 |

|  | Lag som kvalificerade sig för kvalificeringsomgången. |

Alla tider är lokala (UTC+2)
| 8 november 2012 16:00 | Polen | 8 − 0 (1−0, 3−0, 4−0) | Estland | Sportpalatset, Kiev |

|  |  | Matchsummering |  | Åskådare: 1 011       |  |
|  |  |                |  | Domare: Karol Popovic |  |

| 8 november 2012 20:00 | Ukraina | 7 − 0 (2−0, 5−0, 0−0) | Spanien | Sportpalatset, Kiev |

|  |  | Matchsummering |  | Åskådare: 5 217         |  |
|  |  |                |  | Domare: Maxim Sidorenko |  |

| 9 november 2012 16:00 | Polen | 5 − 0 (1−0, 0−0, 4−0) | Spanien | Sportpalatset, Kiev |

|  |  | Matchsummering |  | Åskådare: 521     |  |
|  |  |                |  | Domare: Robin Sir |  |

| 9 november 2012 20:00 | Estland | 0 − 10 (0−4, 0−4, 0−2) | Ukraina | Sportpalatset, Kiev |

|  |  | Matchsummering |  | Åskådare: 5 521       |  |
|  |  |                |  | Domare: Karol Popovic |  |

| 11 november 2012 16:00 | Spanien | 5 − 4 (2−0, 1−1, 2−3) | Estland | Sportpalatset, Kiev |

|  |  | Matchsummering |  | Åskådare: 658           |  |
|  |  |                |  | Domare: Maxim Sidorenko |  |

| 11 november 2012 20:00 | Ukraina | 5 − 1 (1−1, 2−0, 2−0) | Polen | Sportpalatset, Kiev |

|  |  | Matchsummering |  | Åskådare: 6 026   |  |
|  |  |                |  | Domare: Robin Sir |  |

Ukraina kvalificerade sig för Olympisk kvalificeringsomgång i Grupp F.

### Grupp J
Kvalificerade lag till förkval var Storbritannien (21), Japan (22), Rumänien (27) och Sydkorea (28). Siffrorna efter landsnamnet anger rankingen för laget på IIHF:s världsrankinglista 2012.
Matcherna spelades i Nikko, Japan, den 9-11 november 2012.
| Lag            | S | V | ÖV | ÖF | F | GM | IM | MS | P |
| -------------- | - | - | -- | -- | - | -- | -- | -- | - |
| Storbritannien | 3 | 2 | 0  | 1  | 0 | 9  | 6  | +3 | 7 |
| Sydkorea       | 3 | 1 | 1  | 1  | 0 | 9  | 7  | +2 | 6 |
| Japan          | 3 | 1 | 1  | 0  | 1 | 6  | 4  | +2 | 5 |
| Rumänien       | 3 | 0 | 0  | 0  | 3 | 0  | 7  | −7 | 0 |

|  | Lag som kvalificerade sig för kvalificeringsomgången. |

Alla tider är lokala (UTC+9)
| 9 november 2012 14:00 | Storbritannien | 4 − 5 (str) (3−1,1−2,0−1,0−0,0−1) | Sydkorea | Nikkō Kirifuri Ice Arena, Nikko |

|  |  | Matchsummering |  | Åskådare: 592        |  |
|  |  |                |  | Domare: Peter Loksik |  |

| 9 november 2012 18:00 | Japan | 2 − 0 (1−0,0−0,1−0) | Rumänien | Nikkō Kirifuri Ice Arena, Nikko |

|  |  | Matchsummering |  | Åskådare: 956       |  |
|  |  |                |  | Domare: Peter Feola |  |

| 10 november 2012 14:00 | Rumänien | 0 − 3 (0−2, 0−0, 0−1) | Storbritannien | Nikkō Kirifuri Ice Arena, Nikko |

|  |  | Matchsummering |  | Åskådare: 1 143     |  |
|  |  |                |  | Domare: Devin Klein |  |

| 10 november 2012 18:00 | Japan | 3 − 2 (ö.t.) (1−0, 1−1, 0−1, 1−0) | Sydkorea | Nikkō Kirifuri Ice Arena, Nikko |

|  |  | Matchsummering |  | Åskådare: 1 762      |  |
|  |  |                |  | Domare: Peter Loksik |  |

| 11 november 2012 14:00 | Sydkorea | 2 − 0 (1−0, 0−0, 1−0) | Rumänien | Nikkō Kirifuri Ice Arena, Nikko |

|  |  | Matchsummering |  | Åskådare: 1 075     |  |
|  |  |                |  | Domare: Peter Feola |  |

| 11 november 2012 18:00 | Storbritannien | 2 − 1 (2−0, 0−0, 0−1) | Japan | Nikkō Kirifuri Ice Arena, Nikko |

|  |  | Matchsummering |  | Åskådare: 1 738     |  |
|  |  |                |  | Domare: Devin Klein |  |

Storbritannien kvalificerade sig för Olympisk kvalificeringsomgång i Grupp E.

## Olympisk kvalificeringsomgång
Tre grupper spelades dels i Bietigheim-Bissingen, Tyskland, samt i Riga, Lettland, och i Vojens, Danmark, den 7-10 februari 2013. De tre vinnarna från respektive grupp, D, E och F, fick spela OS i ishockey 2014 i Sotji.

### Grupp D
Kvalificerade lag till kvalomgången var Tyskland (10), Österrike (15) och Italien (16). Från förkvalet anslöt Nederländerna (24). Siffrorna efter landsnamnet anger rankingen för laget på IIHF:s världsrankinglista 2012.
Matcherna spelades i Bietigheim-Bissingen, Tyskland, den 7-10 februari 2013.
| Lag           | S | V | ÖV | ÖF | F | GM | IM | MS  | P |
| ------------- | - | - | -- | -- | - | -- | -- | --- | - |
| Österrike     | 3 | 2 | 0  | 1  | 0 | 11 | 6  | +5  | 7 |
| Tyskland      | 3 | 1 | 1  | 1  | 0 | 9  | 5  | +4  | 6 |
| Italien       | 3 | 1 | 1  | 0  | 1 | 8  | 5  | +3  | 5 |
| Nederländerna | 3 | 0 | 0  | 0  | 3 | 3  | 15 | −12 | 0 |

|  | Lag som kvalificerade sig för OS 2014. |

Alla tider är lokala (UTC+1)
| 7 februari 2013 16:00 | Österrike | 3 − 2 (2−0, 1−1, 0−1) | Italien | Eisarena Ellental, Bietigheim-Bissingen, Tyskland |

|  |  | Matchsummering |  | Åskådare: 3 100 |  |
|  |  |                |  |                 |  |

| 7 februari 2013 19:30 | Tyskland | 5−1 (2−0, 1−1, 2−0) | Nederländerna | Eisarena Ellental, Bietigheim-Bissingen, Tyskland |

|  |  | Matchsummering |  | Åskådare: 3 780 |  |
|  |  |                |  |                 |  |

| 8 februari 2013 16:00 | Österrike | 6−1 (5−0, 1−0, 0−1) | Nederländerna | Eisarena Ellental, Bietigheim-Bissingen, Tyskland |

|  |  | Matchsummering |  | Åskådare: 4 150 |  |
|  |  |                |  |                 |  |

| 8 februari 2013 19:30 | Italien | 2−1 (ö.t) (1−1, 0−0, 0−0, 1−0) | Tyskland | Eisarena Ellental, Bietigheim-Bissingen, Tyskland |

|  |  | Matchsummering |  | Åskådare: 4 517 |  |
|  |  |                |  |                 |  |

| 10 februari 2013 11:45 | Nederländerna | 1−4 (0−1, 1−2, 0−1) | Italien | Eisarena Ellental, Bietigheim-Bissingen, Tyskland |

|  |  | Matchsummering |  | Åskådare: 4 517 |  |
|  |  |                |  |                 |  |

| 10 februari 2013 15:15 | Tyskland | 3−2 (ö.t.) (1−0, 0−1, 1−1, 1−0) | Österrike | Eisarena Ellental, Bietigheim-Bissingen, Tyskland |

|  |  | Matchsummering |  | Åskådare: 4 517 |  |
|  |  |                |  |                 |  |

### Grupp E
Kvalificerade lag till kvalomgången var Lettland (11), Frankrike (14) och Kazakstan (17). Till gruppen kvalificerade sig Storbritannien (21) via förkval. Siffrorna efter landsnamnet anger rankingen för laget på IIHF:s världsrankinglista 2012.
Matcherna spelades i Riga, Lettland, den 7-10 februari 2013.
| Lag            | S | V | ÖV | ÖF | F | GM | IM | MS  | P |
| -------------- | - | - | -- | -- | - | -- | -- | --- | - |
| Lettland       | 3 | 2 | 0  | 1  | 0 | 11 | 7  | +4  | 7 |
| Kazakstan      | 3 | 2 | 0  | 0  | 1 | 11 | 5  | +6  | 6 |
| Frankrike      | 3 | 1 | 1  | 0  | 1 | 9  | 7  | +2  | 5 |
| Storbritannien | 3 | 0 | 0  | 0  | 3 | 4  | 16 | −12 | 0 |

|  | Lag som kvalificerade sig för OS 2014. |

Alla tider är lokala (UTC+2)
| 7 februari 2013 15:30 | Frankrike | 2−3 (0−2, 1−1, 1−0) | Kazakstan | Arena Riga, Lettland |

|  |  | Matchsummering |  | Åskådare: 852 |  |
|  |  |                |  |               |  |

| 7 februari 2013 19:30 | Lettland | 6−2 (2−1, 1−0, 3−1) | Storbritannien | Arena Riga, Lettland |

|  |  | Matchsummering |  | Åskådare: 5 058 |  |
|  |  |                |  |                 |  |

| 8 februari 2013 15:30 | Frankrike | 4−2 (1−0, 2−0, 1−2) | Storbritannien | Arena Riga, Lettland |

|  |  | Matchsummering |  | Åskådare: 922 |  |
|  |  |                |  |               |  |

| 8 februari 2013 19:30 | Kazakstan | 2−3 (1−2, 1−0, 0−1) | Lettland | Arena Riga, Lettland |

|  |  | Matchsummering |  | Åskådare: 10 025 |  |
|  |  |                |  |                  |  |

| 10 februari 2013 13:00 | Storbritannien | 0−6 (0−2, 0−4, 0−0) | Kazakstan | Arena Riga, Lettland |

|  |  | Matchsummering |  | Åskådare: 875 |  |
|  |  |                |  |               |  |

| 10 februari 2013 17:00 | Lettland | 2−3 (ö.t.) (0−2, 1−0, 1−0, 0−1) | Frankrike | Arena Riga, Lettland |

|  |  | Matchsummering |  | Åskådare: 10 190 |  |
|  |  |                |  |                  |  |

### Grupp F
Kvalificerade lag till kvalomgången var Danmark (12), Vitryssland (13) och Slovenien (18). Ukraina (20) kvalificerade sig genom vinst i förkvalet. Siffrorna efter landsnamnet anger rankingen för laget på IIHF:s världsrankinglista 2012.
Matcherna spelades i Vojens, Danmark, den 7-10 februari 2013.
| Lag       | S | V | ÖV | ÖF | F | GM | IM | MS  | P |
| --------- | - | - | -- | -- | - | -- | -- | --- | - |
| Slovenien | 3 | 3 | 0  | 0  | 0 | 12 | 4  | +8  | 9 |
| Belarus   | 3 | 2 | 0  | 0  | 1 | 11 | 6  | +5  | 6 |
| Danmark   | 3 | 1 | 0  | 0  | 2 | 5  | 5  | 0   | 3 |
| Ukraina   | 3 | 0 | 0  | 0  | 3 | 1  | 14 | −13 | 0 |

|  | Lag som kvalificerade sig för OS 2014. |

Alla tider är lokala (UTC+1)
| 7 februari 2013 16:00 | Belarus | 2−4 (0−1, 2−1, 0−2) | Slovenien | SE Arena, Vojens, Danmark |

|  |  | Matchsummering |  | Åskådare: 408 |  |
|  |  |                |  |               |  |

| 7 februari 2013 20:00 | Danmark | 2−0 (1−0, 1−0, 0−0) | Ukraina | SE Arena, Vojens, Danmark |

|  |  | Matchsummering |  | Åskådare: 4 121 |  |
|  |  |                |  |                 |  |

| 8 februari 2013 17:00 | Belarus | 6−0 (1−0, 2−0, 3−0) | Ukraina | SE Arena, Vojens, Danmark |

|  |  | Matchsummering |  | Åskådare: 631 |  |
|  |  |                |  |               |  |

| 8 februari 2013 21:00 | Slovenien | 2−1 (0−0, 2−1, 0−0) | Danmark | SE Arena, Vojens, Danmark |

|  |  | Matchsummering |  | Åskådare: 5 000 |  |
|  |  |                |  |                 |  |

| 10 februari 2013 14:00 | Ukraina | 1−6 (0−4, 0−1, 1−1) | Slovenien | SE Arena, Vojens, Danmark |

|  |  | Matchsummering |  | Åskådare: 545 |  |
|  |  |                |  |               |  |

| 10 februari 2013 18:00 | Danmark | 2−3 (0−0, 2−2, 0−1) | Belarus | SE Arena, Vojens, Danmark |

|  |  | Matchsummering |  | Åskådare: 3 988 |  |
|  |  |                |  |                 |  |